# Arciszewski (nazwisko)
Arciszewski (forma żeńska: Arciszewska, liczba mnoga: Arciszewscy) – polskie nazwisko.

## Etymologia nazwiska
Utworzone formantem -ski od nazwy miejscowej Arciszewo, → Arciszew-ski. Notowane od 1570 roku.

## Rody szlacheckie
Nazwiskiem Arciszewski posługiwało się kilka rodów szlacheckich. Byli to: Arciszewscy herbu Rola, Arciszewscy herbu Cholewa, Arciszewscy herbu Prawdzic.

## Demografia
Na początku lat 90. XX wieku w Polsce mieszkało 2835 osób o tym nazwisku, najwięcej w dawnym województwie: białostockim  – 432, suwalskim – 365 i olsztyńskim – 136. W 2002 roku, według bazy PESEL, mieszkały w Polsce 2642 osoby o nazwisku Arciszewski, najwięcej w Białymstoku.